# Dennisiella theae
Dennisiella theae är en svampart som först beskrevs av Sawada, och fick sitt nu gällande namn av Bat. & Cif. 1962. Dennisiella theae ingår i släktet Dennisiella och familjen Coccodiniaceae.   Inga underarter finns listade i Catalogue of Life.